# Catedral metropolitana Todos los Santos
La Catedral Metropolitana Todos los Santos es el principal templo católico e iglesia matriz de la arquidiócesis de Santa Fe de la Vera Cruz. Se encuentra ubicada en la calle Brigadier Estanislao López al 2600, en la ciudad de Santa Fe, provincia de Santa Fe, Argentina.

## Historia

### Orígenes

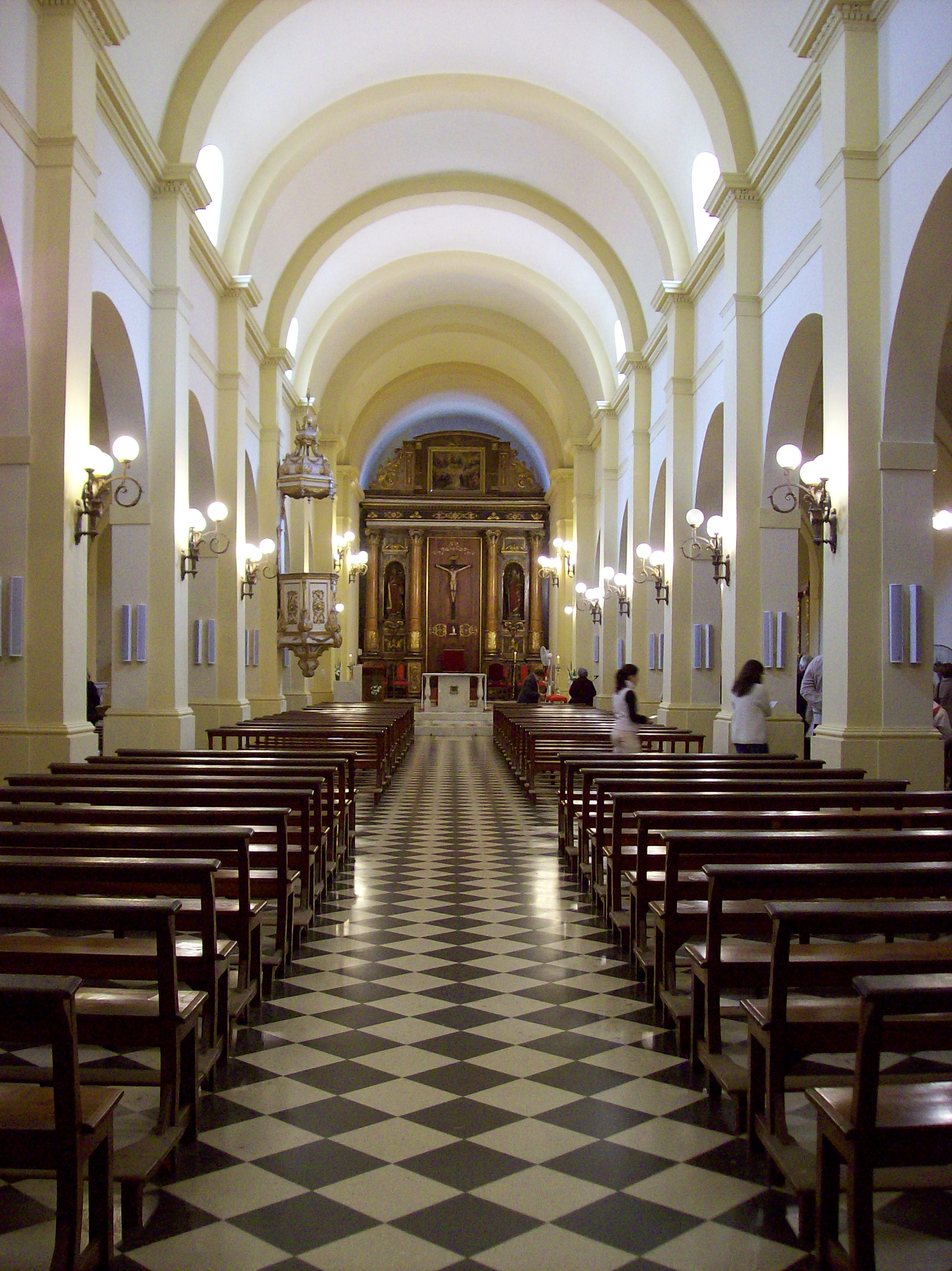
Interior de la Catedral.

El 15 de noviembre de 1573, Juan de Garay funda oficialmente la ciudad de Santa Fe. Según recogió el escribano Pedro E. Espinosa, Juan de Garay, en pie, junto al «palo rollo», símbolo de la justicia y el poder real, Garay decía:

Otro sí, en la traza de esta ciudad tengo señalados dos solares para la Iglesia Mayor, la cual nombro LA VOCACION DE TODOS LOS SANTOS...
Extracto del Acta de la fundación de Santa Fe

La iglesia nació así, en la ciudad que actualmente es Cayastá. No se tienen conocimientos sobre como era esa iglesia, solo se sabe que fue puesta bajo la advocación de la "Todos los Santos" por el fundador.
Años más tarde, en 1649, la ciudad se terminó de trasladar, y la Iglesia Matriz ocupó el mismo sitio frente a la plaza Mayor (hoy Plaza 25 de Mayo) en una construcción muy precaria. De a poco, los sucesivos gobiernos la mejoraron y expandieron, entre las dificultades económicas y técnicas de la ciudad.
Estaba ubicada frente al Cabildo de Santa Fe, que hoy es la Casa de Gobierno, y, durante la administración del padre José Ignacio de Amenábar, se realizan las expanciones que le dieron forma a su aspecto actual, por el año 1833.

### La catedral actual

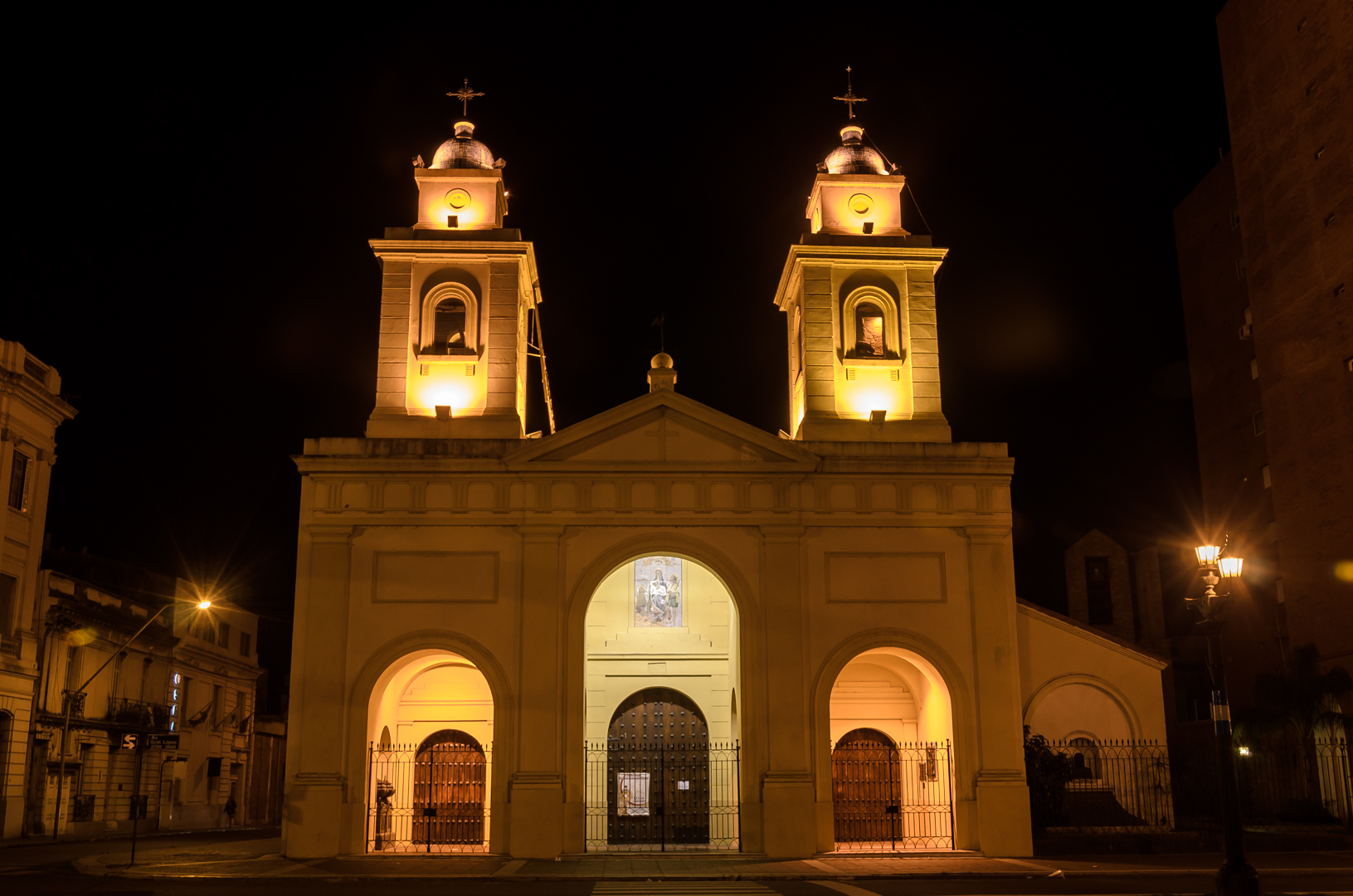
La Catedral de noche.

La fundación de la diócesis de Santa Fe el 15 de febrero de 1897 hace de la iglesia con el título de Catedral Provisoria. El moseñor Juan Agustín Boneo recibió la Cátedra Episcopal el 30 de abril de 1898 en esta Catedral.
En el año 1947, Manuel Maziel construyé las tres naves que hasta ahora siguen estando. En el año de 1934 la diócesis fue elevada a aquidiócesis, por lo cual recibe el título de Catedral Metropolitana, título que ahora ostenta.
En ella, están enterrados el canónigo José Ignacio de Amenábar, el obispo de Párana José Gelabert y Crespo, los arzobispos de Santa Fe, el cardenal Nicolás Fasolino y el monseñor Vicente Faustino Zazpe, el obispo auxiliar Enrique Príncipe y los gobernantes de Santa Fe, Simón y Manuel de Iriondo. En las urnas que se encuentran en el atrio, están las cenizas de Juan Apóstoles Martínez y José María Aguirre, dos soldados santafesinos en la Guerra de la Independencia Argentina.
En el año 1942 fue declarada Monumento Histórico Nacional por el decreto 112765.

## Estilo

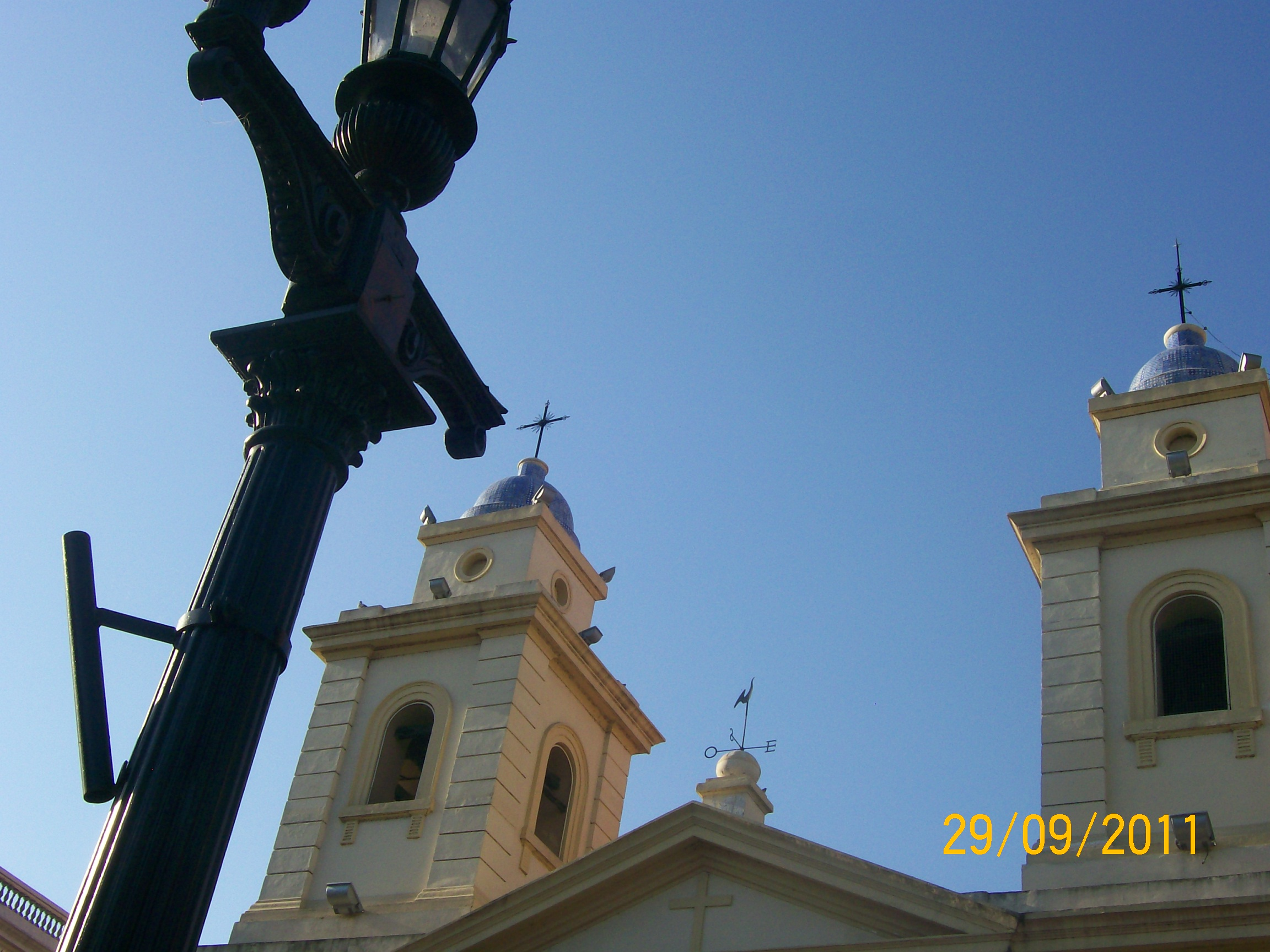
Torres de la Catedral.

El frente es de estilo neo clásico italiano, y tiene dos torres campanario y la veleta "gallito", siendo esta de la primera construcción. Los muros son de adobe prensado, encofrado en cercos de suncho. Las tres puertas que dan al frente son ornamentadas con antiguas tachas coloniales, y hay otra puerta que da al muro lateral oeste, permitiendo el acceso al recinto. A la derecha de la entrada principal de la iglesia, en el jardín, un busto recuerda la figura del cardenal Nicolás Fasolino.
La Catedral está constituida por tres naves, que están separadas por dos hileras de pilastras que enmarcan arcos de medio punto. La nave central está constituida con una bóveda de cañón corrido, y las laterales con bóvedas por aristas.

## Interior

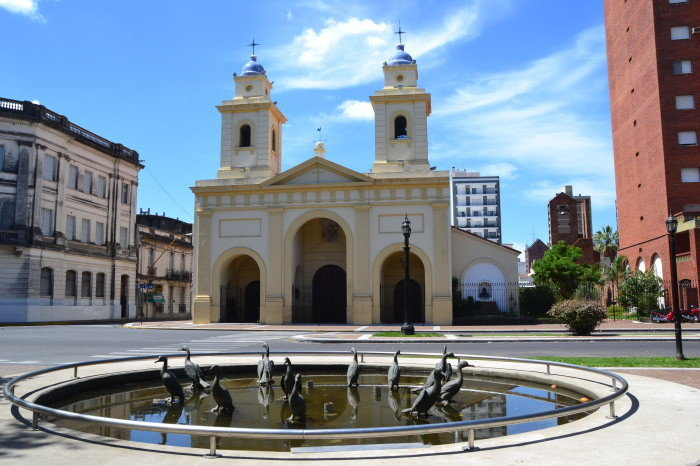
Vista desde la plaza 25 de Mayo a la Catedral.

Las puertas que flanquean el presbiterio y las que introducen en la sacristía a través del actual baptisterio se conservan de la primitiva iglesia de Cayastá. Según los criterios litúrgicos del Concilio Vaticano II, el presbiterio fue modificado en el 1982. El altar de mármol se sitúa sobre el, y es sostenido por cuatro patas también de mármol, que datan de principios del siglo XIX. Además, contiene reliquias de los santos San Jerónimo y San Saturnino. Presidiendo todo el espacio, la Cátedra Episcopal se destaca sobreelevada, rematada por el Escudo Episcopal del actual arzobispo.
La Capilla del Santísimo Sacramento se encuentra a la izquierda del presbiterio, y data de 1982. A la derecha, se encuentra el baptisterio, acabado en 1987. El centro lo ocupa la pila baustismal, y preside el baptisterio una talla de Nuestra Señora de Guadalupe, Patrona de la Arquidiócesis. Las pilas de agua bendita, que se encuentran a la entrada de la iglesia, fueron donadas por Juan Manuel de Rosas.
Después del actual baptisterio se encuentra la antigua sacristía, siendo esta la parte mejor resguardada de la primitiva construcción. En el antiguo baptisterio se puede observar la histórica y pequeña "Vera Cruz", que en  el 1651 se lo agregaría al antiguo nombre de la ciudad, paasndo a ser Santa Fe de la Vera cruz. Cerca de ahí, se encuentra una placa de mármol que recuerda el bautismo de Rafaela de Vera Muxica, virreina del Río de la Plata entre los años 1801 y 1804. Por ese recinto se accede a la Capilla de la Dolorosa, en ocasiones utilizada como Capilla de la Reconciliación, que contiene una imagen donada por Javiera de Larramendi.
Una imagen policromada del Santo San Jéronimo, de escuela hispana, data de los primeros años de la excistencia de la iglesia, y una robusta talla policromada de Santa Rosa de Lima, de estilo barroco, adornan la Catedral. El púlpito proviene de una de las primeras construcciones de la catedral de Buenos Aires. Además, también se encuentra una pintura al óleo llamada La Reunión de Todos los Santos, de Manuel Plá y Valor, del siglo XIX.
Una escultura de mármol de Cristo Crucificado, esculpida por Jean-Baptiste Pigalle y regalada por Rosas al entonces gobernador de Santa Fe Estanislao López, se preserva en el Tesoro.